# Pseudohadena sergia
Pseudohadena sergia är en fjärilsart som beskrevs av Rudolf Püngeler 1901. Pseudohadena sergia ingår i släktet Pseudohadena och familjen nattflyn. Inga underarter finns listade.